# Paradise FC
El Paradise FC, llamado Paradise FC International por razones de patrocinio, es un equipo de fútbol de Grenada que juega en la Liga de fútbol de Granada, la máxima categoría de fútbol en el país.

## Historia
Fue fundado en el año 1993 en la ciudad de Grenville con el nombre ASOMS Paradise, nombre que cambiaron en 2014 por el nombre actual.
Es uno de los equipos más ganadores en Grenada, ya que cuenta con cuatro títulos de liga y tres títulos de copa en Grenada.

## Palmarés
- Liga de fútbol de Granada: 4[2]

2005, 2007, 2010, 2014
- Copa de Granada: 3[3]

2009, 2012, 2015

## Jugadores

### Jugadores destacados
- Shane Rennie
- Jamal Charles